# Marcus Weichert
Marcus Weichert (* 30. August 1975 in Berlin) ist ein deutscher Politiker (CDU).
Weichert legte 1995 die Reifeprüfung (Abitur) am Kant-Gymnasium in Berlin-Spandau ab und leistete im Anschluss daran Wehrdienst bei der Luftwaffe. Anschließend schloss er eine Lehre zum Bankkaufmann ab.
1995 wurde er jüngstes Mitglied der CDU-Fraktion der Bezirksverordnetenversammlung im Berliner Bezirk Spandau. 1999 zog er als einer der Jüngsten in das Berliner Abgeordnetenhaus ein und war dessen Mitglied bis 2001. Hier wirkte er in den Ausschüssen „Wirtschaft, Betriebe, Technologie“, „Stadtentwicklung, Umweltschutz“ und in zwei Untersuchungsausschüssen, die sich mit der Aufklärung um die Spendenaffäre der Berliner CDU und dem Scheitern der Privatisierung des Großflughafens Berlin-Brandenburg International beschäftigten.
Von Mai 2000 bis Mai 2003 war Weichert Pressesprecher der Wall AG in Berlin.
Nach der Wahl von Kai Wegner zum Bundestagsabgeordneten 2005 rückte er erneut in das Berliner Landesparlament nach, dem er bis zum Ende der Legislaturperiode 2006 angehörte. In dieser Legislatur war Weichert Mitglied im Ausschuss für „Inneres, Sicherheit und Ordnung“.
Ab Oktober 2005 war Weichert Pressesprecher der November AG in Erlangen. Er war ab 2008 Geschäftsführer der identif GmbH (Branche Produktsicherheit), einer 95%igen Tochter des Biotech Unternehmens November AG, die 2009 von der Recon Group aufgekauft und in Recon identif GmbH umbenannt wurde.
2009 gründete Weichert zusammen mit Alexander Geipel den Rotary Club Berlin International. Für das Jahr 2003/2004 war er Rotaract Distriktsprecher im District 1940 von Rotary.
Seit 2014 ist Weichert bei der Agentur für Arbeit tätig. Nachdem er ein Jahr ein Projekt für Unternehmensentwicklung und strategisches Controlling in der Zentrale in Nürnberg leitete, ist er seit 2015 Vorsitzender der Geschäftsführung der Arbeitsagentur Hagen. Von dort wechselte er 2018 als Agenturchef nach Bergisch Gladbach. Ab Februar 2020 war er als Geschäftsführer Operativ und anschließend als Geschäftsführer Interner Service der Regionaldirektion Berlin-Brandenburg tätig. Von Juli bis Oktober 2022 Leiter des Ankunftszentrums Tegel des Landesamtes für Flüchtlingsangelegenheiten (LAF) des Landes Berlin. Seit 1. Februar 2023 leitet er als Geschäftsführer das Jobcenter Dortmund.
Er ist Mitglied im Bundesverband der Kommunikatoren und der Deutsche Atlantische Gesellschaft.